# Acacia sonorensis
Acacia sonorensis é uma espécie de leguminosa do gênero Acacia, pertencente à família Fabaceae.